# Fibrinogen
Fibrinogén ali faktor I je eden od dejavnikov (faktorjev) strjevanja krvi in je predstopnja fibrina. Je glikoproteinski kompleks, ki ga proizvajajo jetra in kroži po krvnem obtoku pri vseh vretenčarjih. Ima molekulsko maso približno 340 kDa in je sestavljen iz treh parov kovalentno povezanih polipeptidnih verig (alfa, beta, gama), od katerega se z učinkovanjem trombina odcepijo štirje fibrinopeptidi (po dva fibrinopeptida A in B), pri čemer nastane monomer fibrina. Pretvorba v fibrin se zgodi, ko pride v poškodbe v tkivu ali žili, in omogoči tvorbo krvnega strdka. Primarna vloga fibrinskega strdka je zapora žile v prizadetem območju ter s tem zaustavitev krvavitve. Z vezanjem trombina pa tudi zmanjšuje njegovo aktivnost in s tem zavira nadaljnje strjevanje krvi; zato ga imenujejo tudi antitrombin I. Fibrinogen preko delovanja na krvne ploščice (trombocite), endotelijske celice in fibroblaste spodbuja revaskularizacijo in celjenje ran.
Normalne plazemske koncentracije fibrinogena so okoli 200–400 mg/dL; gre za najvišje vrednosti med vsemi dejavniki strjevanja krvi. Najnižja koncentracija, potrebna za vzdrževanje hemostaze, je 100 mg/dL. Obstaja več prirojenih in pridobljenih bolezni, pri katerih so koncentracije fibrinogena znižane, na primer pri hujši insuficienci jeter in pri povečani porabi, npr. po operacijah.  Obstajajo tudi redke prirojene bolezni, pri katerih so ravni fibrinogena znižane ali pa je fibrinogen nefunkcionalen, kar predstavlja tveganje za patološke krvavitve in trombozo. Te bolezni zdravijo z nadomeščanjem fibrinogena in zaviranjem strjevanja krvi.
Ravni fibrinogena so lahko tudi povišane. Spada med beljakovine akutne faze – njegova koncentracija med reakcijo akutne vnetne faze (na primer pri sistemskem vnetju ali ob poškodbi) poraste. Vrednosti so povišane tudi pri nekaterih vrstah raka. Porast ravni fibrinogena pri vnetju, raku in nekaterih drugih bolezenskih stanjih je verjetno vzrok tromboze in žilnih poškodb, ki lahko spremljajo te bolezni.